# Таммуз (мифология)
Таммуз (устар. Фаммуз, Ваммуз) —  в древневосточных религиях умирающий и воскресающий бог плодородия, сиро-финикийское божество, тождественное с Адонисом из древнегреческой мифологии. Бог растительности, воды и плодородия, олицетворение земледельческого цикла.
Именем Таммуза назван 10-й месяц еврейского календаря.
Шумерский вариант имени — Думузи (или Думу-зид-абзу, букв. «Истинный сын водной бездны», аккад. Ду’узу, у западных семитов Таммуз) — божественный пастух, умирающее и воскресающее божество плодородия.
Приблизительно во времена Седекии и разрушения Иерусалима ему поклонялись и иудеи. Пророк Иезекииль видел плачущих по Таммузу женщин у северных врат иерусалимского храма в пятый день шестого месяца.